# Denemarken op de Olympische Zomerspelen 1896
Drie sporters uit Denemarken namen deel in vijf sporten op de Olympische Zomerspelen 1896 in Athene.
Twee van de drie wonnen medailles (eenmaal goud, tweemaal zilver en driemaal brons). Viggo Jensen behaalde drie verschillend gekleurde medailles, terwijl Holger Nielsen zilver en twee keer brons won. Eugen Schmidt won geen medailles.
Denemarken was het meest succesvol bij het gewichtheffen en in de schietsport. De drie Denen namen in totaal vijftien keer deel aan twaalf onderdelen.

## Medailleoverzicht
| Sport         | Olympiër       | Discipline          | Medaille |
| ------------- | -------------- | ------------------- | -------- |
| Gewichtheffen | Viggo Jensen   | tweehandig (m)      | Goud     |
| Gewichtheffen | Viggo Jensen   | eenhandig (m)       | Zilver   |
| Schietsport   | Holger Nielsen | vrij pistool (m)    | Zilver   |
| Schermen      | Holger Nielsen | sabel (m)           | Brons    |
| Schietsport   | Viggo Jensen   | vrij geweer (m)     | Brons    |
| Schietsport   | Holger Nielsen | snelvuurpistool (m) | Brons    |

## Deelnemers en resultaten

### Atletiek

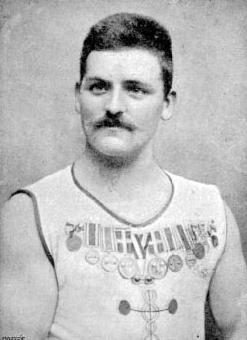
Viggo Jensen

De drie Denen waren niet succesvol op de 100 meter en bij het discuswerpen. Jensen haalde de vierde plaats bij het kogelstoten.
| Olympiër       | Discipline       | Resultaat | Prestatie        |
| -------------- | ---------------- | --------- | ---------------- |
| Eugen Schmidt  | 100m (m)         | series    | serie 2: 4de     |
| Viggo Jensen   | kogelstoten (m)  | 4e        | afstand onbekend |
| Viggo Jensen   | discuswerpen (m) | 5-9e      | afstand onbekend |
| Holger Nielsen | discuswerpen (m) | 5-9e      | afstand onbekend |

### Gewichtheffen
Jensen tilde evenals de Schot Launceston Elliot 111,5 kg in het onderdeel "tweehandig". De Prins George van Griekenland, de jury tijdens dit onderdeel, besliste dat Jensen dat in een betere stijl deed en daardoor op de eerste plaats eindigde. In het onderdeel "eenhandig" tilde Elliot 71 kg en bleef Jensen met 57 kg ver achter, alhoewel dit wel goed was voor de tweede plaats.
| Olympiër     | Discipline     | Resultaat | Prestatie |
| ------------ | -------------- | --------- | --------- |
| Viggo Jensen | eenhandig (m)  | Zilver    | 57,0 kg   |
| Viggo Jensen | tweehandig (m) | Goud      | 111,5 kg  |

### Schermen
Een van de twee bronzen medailles behaalde Nielsen in het schermen. Hij won twee van zijn vier wedstrijden.
| Olympiër       | Discipline | Resultaat | Prestatie |
| -------------- | ---------- | --------- | --- |
| Holger Nielsen | sabel (m)  | Brons     | groep: 3de (10-9) V van GRE van Karakalos: 2-3 W van GRE Iatridis: 3-1 V van GRE Georgiadis: 2-3 W van AUT Schmal: 3-2 |

### Schietsport
Jensen en Nielsen haalden beiden brons bij het schieten, terwijl Nielsen ook nog een zilveren medaille won. Jensen was gespecialiseerd op het onderdeel "geweer". Op de twee onderdelen eindigde hij 6e op 42 deelnemers en 3e op 20 deelnemers. Nielsen beëindigde het onderdeel "geweer" niet, maar hij deed het beter met het "pistool"specialized. Hij won daar twee medailles en werd 5e op 16 deelnemers in het derde onderdeel.
| Olympiër       | Discipline           | Resultaat | Prestatie                 |
| -------------- | -------------------- | --------- | ------------------------- |
| Holger Nielsen | militair geweer (m)  | DNF       | niet beëindigd            |
| Holger Nielsen | militair pistool (m) | 5e        | onbekend                  |
| Holger Nielsen | snelvuurpistool (m)  | Brons     | onbekend                  |
| Holger Nielsen | vrij pistool (m)     | Zilver    | 285 punten                |
| Viggo Jensen   | militair geweer (m)  | 6e        | 1640 punten (30 treffers) |
| Viggo Jensen   | vrij geweer (m)      | Brons     | 1308 punten (31 treffers) |
| Eugen Schmidt  | militair geweer (m)  | 12e       | 845 punten (12 treffers)  |

### Turnen
Jensen eindigde van de vijf deelnemers aan het touwklimmen op de vierde plaats. Hij haalde de top van het 14 meter lange touw niet. De precieze hoogte is onbekend, maar het moet minder zijn dan de 12,5 meter die goed was voor de bronzen medaille.
| Olympiër     | Discipline      | Resultaat | Prestatie |
| ------------ | --------------- | --------- | --------- |
| Viggo Jensen | touwklimmen (m) | 4e        | onbekend  |

Australië · Bulgarije · Chili · Denemarken · Duitsland · Frankrijk · Griekenland · Groot-Brittannië · Hongarije · Italië · Oostenrijk · Verenigde Staten · Zweden · Zwitserland · Gemengde teams